# The Invisible Ray (serial din 1920)
The Invisible Ray (1920) este un film serial științifico-fantastic regizat de Harry A. Pollard. Filmul este considerat a fi pierdut.

## Prezentare
După ce un mineralog descoperă o rază cu puteri extraordinare, un grup de oameni de știință încearcă să o folosească în scopuri criminale.

## Distribuția
- Ruth Clifford - Mystery
- Jack Sherrill - Jack Stone
- Sidney Bracey - Jean Deaux

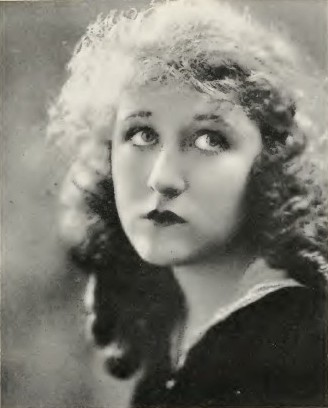
Ruth Clifford în 1920

- Edwards Davis - John Haldane (ca Ed Davis)
- Corene Uzzell - Marianna, Crystal Gazer
- William H. Tooker - membru unei bande
- Edith Forrest